# Лим Ын Сим
Лим Ын Сим (кор. 림은심, род. 5 июля 1996 года) — северокорейская тяжелоатлетка, призёр чемпионатов мира (2018, 2019, 2024 гг.), чемпион летних Азиатских игр 2018 года, чемпион Универсиады 2017 года и чемпион Азии 2017 года.

## Карьера
Она начала заниматься тяжелой атлетикой в возрасте девяти лет в юношеской спортивной школе в Пхеньяне. На её выбор повлияла сестра.
За свою карьеру она получила молодежную премию имени Ким Чен Ира. Она также была названа одной из десяти лучших спортсменок Корейской Народно-Демократической Республики в 2017 году.
Ее старшая сестра Лим Джон Сим представляла Корейскую Народно-Демократическую Республику в тяжелой атлетике. Она завоевала золото на Олимпийских играх в 2012 и 2016 годах.
На чемпионате Азии 2017 года в весе до 63 кг оказалась на первом итоговом месте с общим результатом 237 кг. Впервые стала чемпионкой Азии.
На 29-й летней Универсиаде в Китайском Тайбэе, корейская спортсменка одержала победу в весовой категории до 63 кг, с общим весом на штанге 236 кг.
На Азиатских играх в Джакарте в весовой категории до 63 кг, Рим завоевала золотую медаль в весовой категории до 69 кг, с результатом 246 кг.
В начале ноября 2018 года на чемпионате мира в Ашхабаде, северокорейская спортсменка, в весовой категории до 64 кг, завоевала абсолютную серебряную медаль, взяв общий вес 239 кг. При этом в упражнение толчок она завоевала малую серебряную медаль с весом на штанге 134 кг.
На предолимпийском чемпионате мира 2019 года, который проходил в Таиланде, корейская спортсменка завоевала серебряную медаль в весовой категории до 64 кг. Общий вес на штанге 251 кг. В упражнении рывок она стала второй завоевав малую серебряную медаль (114 кг), в толкании также завоевала малую серебряную медаль (137 кг).
На чемпионате мира 2024 года, который состоялся в Бахрейне, корейская спортсменка завоевала серебряную медаль в категории до 64 кг с результатом 256 кг по сумме двух упражнений. В упражнении рывок она стала первой (116 кг), а в толчке она завоевала малую серебряную медаль (140 кг).